# Timana restrictiflava
Timana restrictiflava là một loài bướm đêm trong họ Geometridae.